# The Fan (1996)
The Fan (br: Estranha Obsessão, pt: Adepto Fanático) é um filme de suspense psicológico, produzido nos Estados Unidos em 1996, escrito por  Phoef Sutton e dirigido por Tony Scott, estrelado por Robert De Niro e Wesley Snipes, baseado no romance homônimo de Peter Abrahams.
No romance de mesmo nome, no qual o filme foi baseado, Bobby Rayburn jogava para o Red Sox, e a história se passava principalmente em e ao redor de Boston. Al Pacino foi cogitado para o papel de Gil Renard. Cal Ripken Jr. foi instrutor pessoal de rebatidas de Wesley Snipes durante as filmagens. O ex-San Francisco Giants Mike Sadek serviu como dublê de corpo para Robert De Niro nas cenas em que ele aparece jogando uma bola de beisebol.
O filme faturou US$18,626,419 nos Estados Unidos e no Canadá. O fim de semana de abertura arrecadou US$6,271,406 e caiu 47,2% no fim de semana subsequente.
O filme recebeu críticas mistas dos críticos, pois detém uma classificação de 34% no Rotten Tomatoes com base em 29 avaliações.

## Sinopse
Gil Renard (Robert De Niro) um fanático torcedor de beisebol acha que pode ajudar o craque Bobby Rayburn (Wesley Snipes), estrela do time San Francisco Giants para o qual torce, a superar sua má fase. No entanto, sua adoração se transforma numa perigosa obsessão, sem limites e sem piedade. E para isso é capaz de qualquer coisa, até matar. 

## Elenco
- Robert De Niro....Gil "Curly" Renard
- Wesley Snipes....Bobby Rayburn
- Benicio del Toro....Juan Primo
- John Leguizamo....Manny
- Patti D'Arbanville....Ellen Renard
- Ellen Barkin....Jewel Stern
- Charles Hallahan....Coop
- Brandon Hammond....Sean Rayburn
- Andrew J. Ferchland....Richie Renard
- Chris Mulkey....Tim (padrasto de Richie)
- John Kruk....Lanz, um dos companheiros de Rayburn
- Dan Butler....Garrity (chefe de Gil)
- Kurt Fuller....Bernie (colega de trabalho de Jewel)
- Stanley DeSantis....Stoney
- Don S. Davis....Stook, gerente dos Giants
- Michael Jace....cambista
- M.C. Gainey....fã dos Giants
- Aaron Neville....ele mesmo (cantor na abertura do jogo)
- Jack Black....técnico de radiodifusão

## Trilha sonora
A trilha sonora do filme de 1996 The Fan foi lançado em 20 de agosto de 1996 pela TVT Records e era uma combinação de música eletrônica e hip hop.
1. "Did You Mean What You Said?"- 3:49 (Sovory)
2. "Letting Go"- 5:35 (Terence Trent D'Arby)
3. "Unstoppable"- 3:46 (Mic Geronimo)
4. "Hymn of the Big Wheel"- 6:34 (Massive Attack)
5. "I've Had Enough"- 2:43 (Kenny Wayne Shepherd)
6. "Little Bob"- 5:35 (Black Grape)
7. "Border Song (Holy Moses)"- 3:37 (Raymond Myles)
8. "What's Goin' Down"- 4:18 (Honky)
9. "Deliver Me"- 3:58 (Foreskin 500)
10. "Forever Ballin'"- 4:24 (Big Syke & Johnny "J")
11. "I'm da Man- 5:24 (Jeune)
12. "Sacrifice"- 19:08 (Hans Zimmer)